# Camí de Mascarell
El Camí de Mascarell és un camí del terme municipal de Conca de Dalt, en territori del poble de Toralla, a l'antic terme de Toralla i Serradell, al Pallars Jussà.
Arrenca de la Carretera de Toralla, a llevant de Mascarell, al sud de la partida del Cap de Terme, des d'on davalla cap al sud-oest, i en menys de 400 metres de recorregut arriba a les restes de la casa de Mascarell.